# M50 Sherman
M50 Sherman lub M50 Super Sherman – izraelska modyfikacja różnych wersji amerykańskich czołgów M4 Sherman, które znajdowały się na wyposażeniu izraelskiej armii.
Modernizacja ta polegała przede wszystkim na montowaniu francuskiej armaty czołgowej CN75-50 kalibru 75 milimetrów i przeciwwagi z tyłu wieży. Konstrukcja pomyślnie przeszła testy w 1955 roku we Francji, a pierwsze czołgi zaczęto modernizować w 1956 roku i w tym samym roku weszły do służby w Siłach Obronnych Izraela. Czołg występował w dwóch wersjach Degem Alef (również Mark 1, z silnikiem benzynowym) i Degem Bet (Mark 2, z silnikiem Diesla).
W latach 70. i 80. czołgi zaczęto wycofywać ze służby. Ich część Izrael przekazał chrześcijańskim milicjom w Libanie i Armii Południowego Libanu. Pojazdy były również sprzedane do Chile.

## Historia
Na przełomie lat 40. i 50. siły pancerne Izraela opierały się w przeważającej części na różnych wersjach czołgu M4 Sherman, które pozyskiwano ze złomowisk Royal Army Ordnance Corps, nadwyżek US Army we Włoszech oraz z Filipin. W części z nich Izraelczycy montowali działa polowe Kruppa Model 1911 kalibru 75 mm, inne posiadały armaty kalibru 75 mm, 76 mm oraz 105 mm . Armaty, które były przewiercone, naprawiono poprzez zalewanie dziur, ale to wpływało negatywnie na ich żywotność . Na początku lat 50. Egipt zaczął pozyskiwać sprzęt z państw bloku wschodniego, między innymi czołgi T-34-85, czy działa samobieżne SU-100 i SU-152. Sytuacja ta zmotywowała izraelskich wojskowych do podjęcia działań na rzecz wzmocnienia Korpusu Pancernego i pozyskania czołgów mogących konkurować z nowym sprzętem armii egipskiej.  
W tym samym czasie prezydent Gamal Abdel Naser poparł algierski ruch narodowowyzwoleńczy, co zaniepokoiło Francuzów. Naturalną przeciwwagą dla Egiptu był wówczas Izrael. Armia francuska rozpoczęła dostawy broni, głównie czołgów Sherman M4A1 z armatami kalibru  76,2 mm, a także amunicji. Przedstawiono również ofertę sprzedaży czołgów lekkich AMX-13. Były one wyposażone we francuską armatę czołgową CN75-50 kalibru 75 mm, która stanowiła rozwinięcie niemieckiej armaty KwK 42 L42 kalibru 75 mm. W przypadku CN75-50 prędkość wylotowa pocisku wynosiła 1000 m/s i była uważana przez Izraelczyków za najlepszą w tamtym czasie. Prędkość wylotowa pocisków w montowanych w izraelskich Shermanach armatach czołgowych M3 kalibru 75 mm wynosiła tylko 600 m/s.

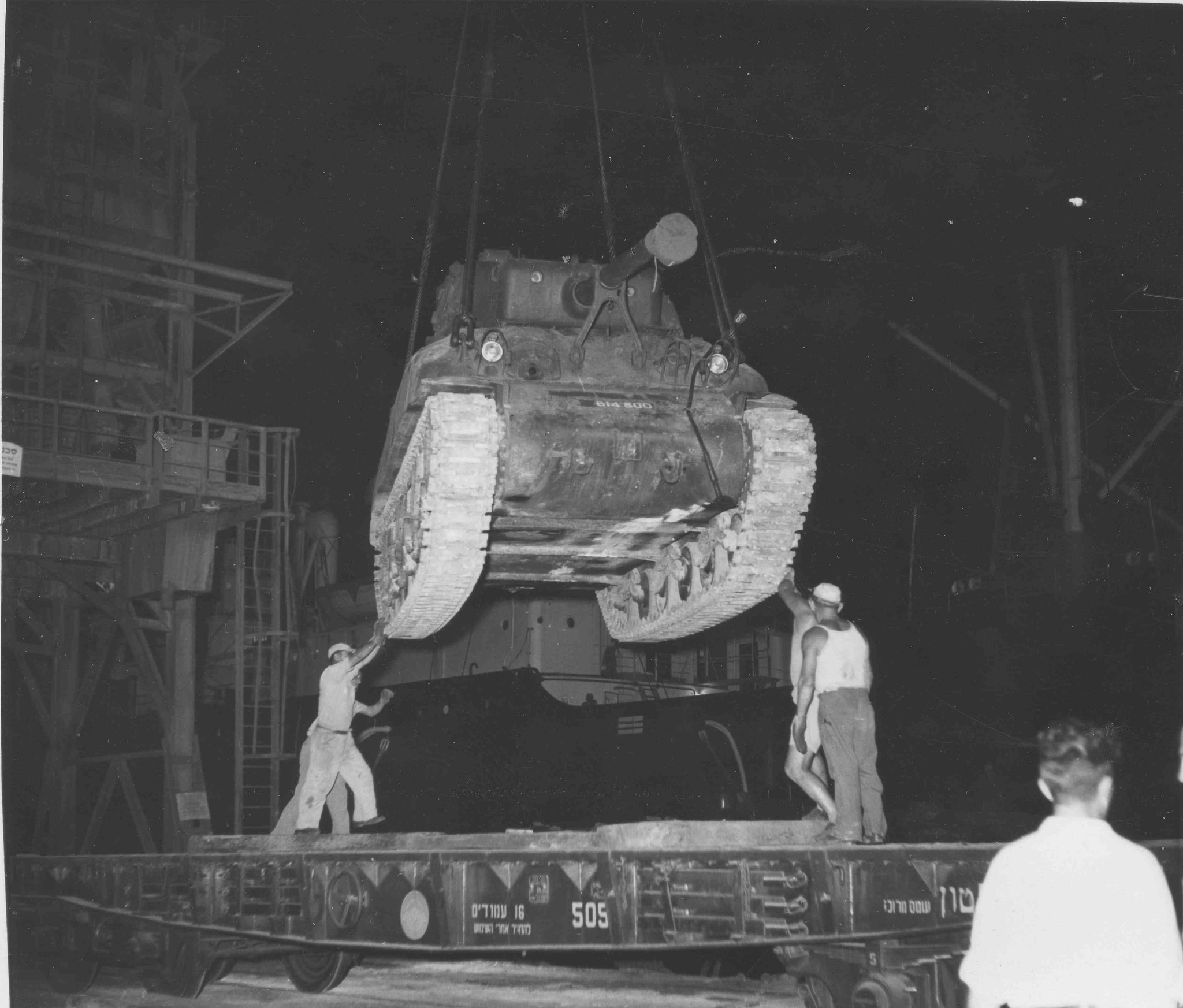
Wyładowanie dostawy broni z Francji w 1956 w ramach operacji „Jona”.

Czołgi AMX-13 nie otrzymały od izraelskich wojskowych pozytywnych ocen. Uważali, że pojazd ten nie poradzi sobie w warunkach pustynnych. Skrytykowano ponadto słabe opancerzenie i awaryjność zastosowanego systemu ładującego . Izraelczycy postanowili, że zamontują zakupione armaty czołgowe CN75-50 na posiadanych już podwoziach różnych wersji Shermanów. W 1954 roku do Bourges Arsenal wyjechała delegacja izraelskich inżynierów i wojskowych, aby rozpocząć prace nad prototypem Shermana M4A2 z francuską armatą czołgową. W 1955 roku odbył się test pierwszego prototypu, na którym obecni byli między innymi pułkownicy Awraham Adan i Chajjim Bar-Lew. Pod koniec tego samego roku do Izraela wysłano prototyp wieży Shermana z armatą CN75-50 oraz specjalną przeciwwagą z tyłu wieży, aby zrównoważyć wagę działa, w celu przygotowania się na produkcję w kraju. Postanowiono, że niezbędne elementy instalacji oraz odlewy będą wykonywane we Francji. W Izraelu pierwszą wersją Shermana, która otrzymała nową wieżę z armatą była wersja M4A4 z silnikiem benzynowym Continental. Pierwszych 25 sztuk zmodernizowanych Shermanów miało zostać wykonanych w całości we Francji .
Tak zmodernizowana wersja Shermanów w Izraelu nosiła oznaczenia M50  lub jako M50 Super Sherman . 
Pierwsza kompania wyposażona w te czołgi została sformowana jeszcze przed wybuchem kryzysu sueskiego (1956).

## Opis konstrukcji

### Uzbrojenie i wyposażenie
Głównym uzbrojeniem czołgu była francuska armata czołgowa CN75-50 kalibru 75 mm. Mogła ona osiągnąć szybkostrzelność 10 strz./min. Głównym jej atutem była prędkość wylotowa pocisku wynosząca 1000 m/s. Była ona znacznie wyższa niż pozostałych armatach będących na wyposażeniu czołgów Korpusu Pancernego. Przy jej montażu Izraelczycy zrezygnowali z systemu automatycznego ładowania, który uważali za awaryjny i zajmujący zbyt dużo miejsca w wieży . Nad armatą istniała możliwość montażu szperacza, ale jego rozmiary były zbyt duże, co czyniło z niego łatwy cel. W związku z tym nie wszystkie czołgi posiadały zamontowane lampy .
Armata mogła strzelać pociskami pełnokalibrowymi z czepcem i znacznikiem (APC-T), pociskami pełnokalibrowymi z czepcem i czepcem balistycznym oraz znacznikiem (APCBC-T) oraz pociskami odłamkowo-burzącymi. W czołgu można było składować 62 naboje, z czego 50 z nich znajdowało się w dwóch 25-nabojowych stojakach w kadłubie. Transport amunicji do czołgów M50 odbywał się najpierw koleją do włoskich portów, a z nich statkami do Izraela. Od 1959 roku to krajowy przemysł zbrojeniowy zapewniał dostawy do czołgów M50 .
Dodatkowo czołgi wyposażone były w dwa karabiny maszynowe Browning M1919 kalibru 7,62 mm oraz jeden karabin maszynowy Browning M2HB kalibru 12,7 mm .

### Kadłub, wieża i opancerzenie

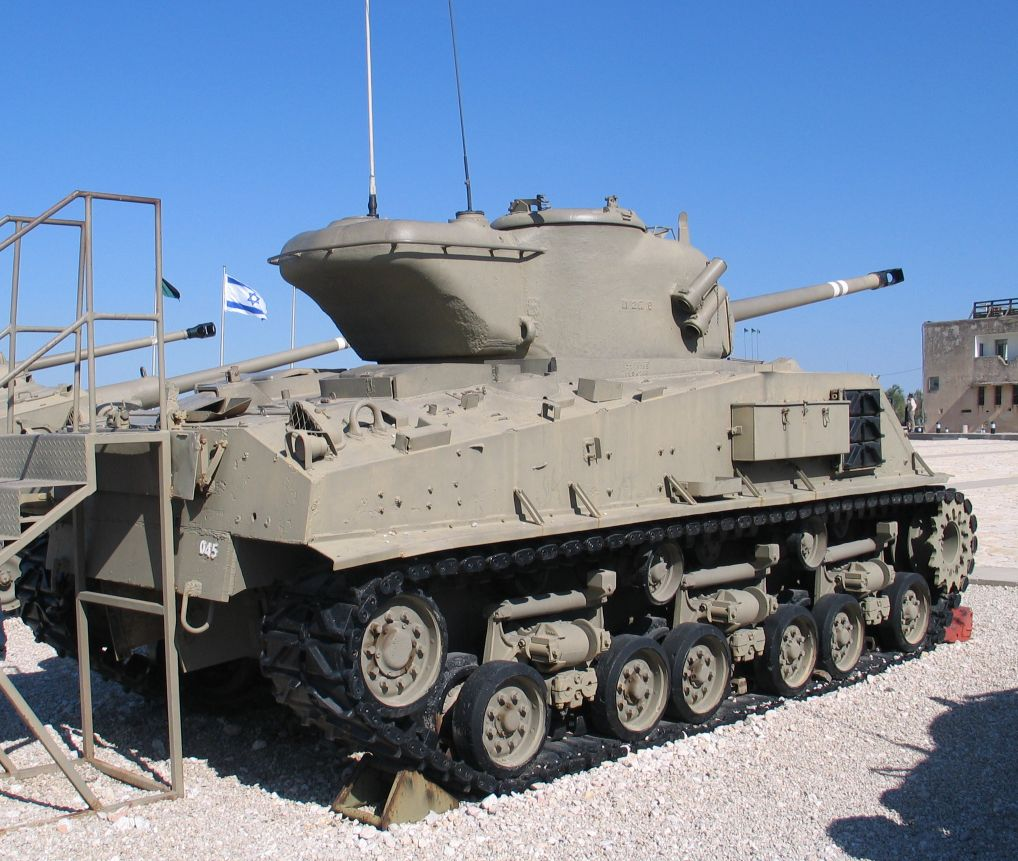
Żeliwna przeciwwaga z tyłu wieży.

Czołgi M50 miały zamontowane wieże z jarzmami działa M34 lub M34A1. Czołgi, w których pozostawiono wieże ze standardowej wersji Shermana, otrzymały nowe jarzma i przednie przedłużenie wieży, aby móc zamontować w nich nową armatę. Wieże wszystkich czołgów M50 posiadały dospawane z tyłu odlewane z żeliwa przeciwwagi, które miały równoważyć ciężar nowego działa i przedłużenia. We wspomnianej przeciwwadze montowano również drugie radio, francuskiej produkcji, z dodatkową anteną .   
Po obu stronach wieży zamontowano po dwie wyrzutnie granatów 80 mm, które zastąpiły zamontowane wewnątrz wieży ręczne wyrzutnie granatów dymnych 50 mm .
Na kadłubie czołgu Izraelczycy umieścili dodatkowe uchwyty na zapasowe koła, fragmenty gąsienic, kanistry i drut kolczasty. Na tyle kadłuba umieszczono telefon zintegrowany z interkomem załogi czołgu . 

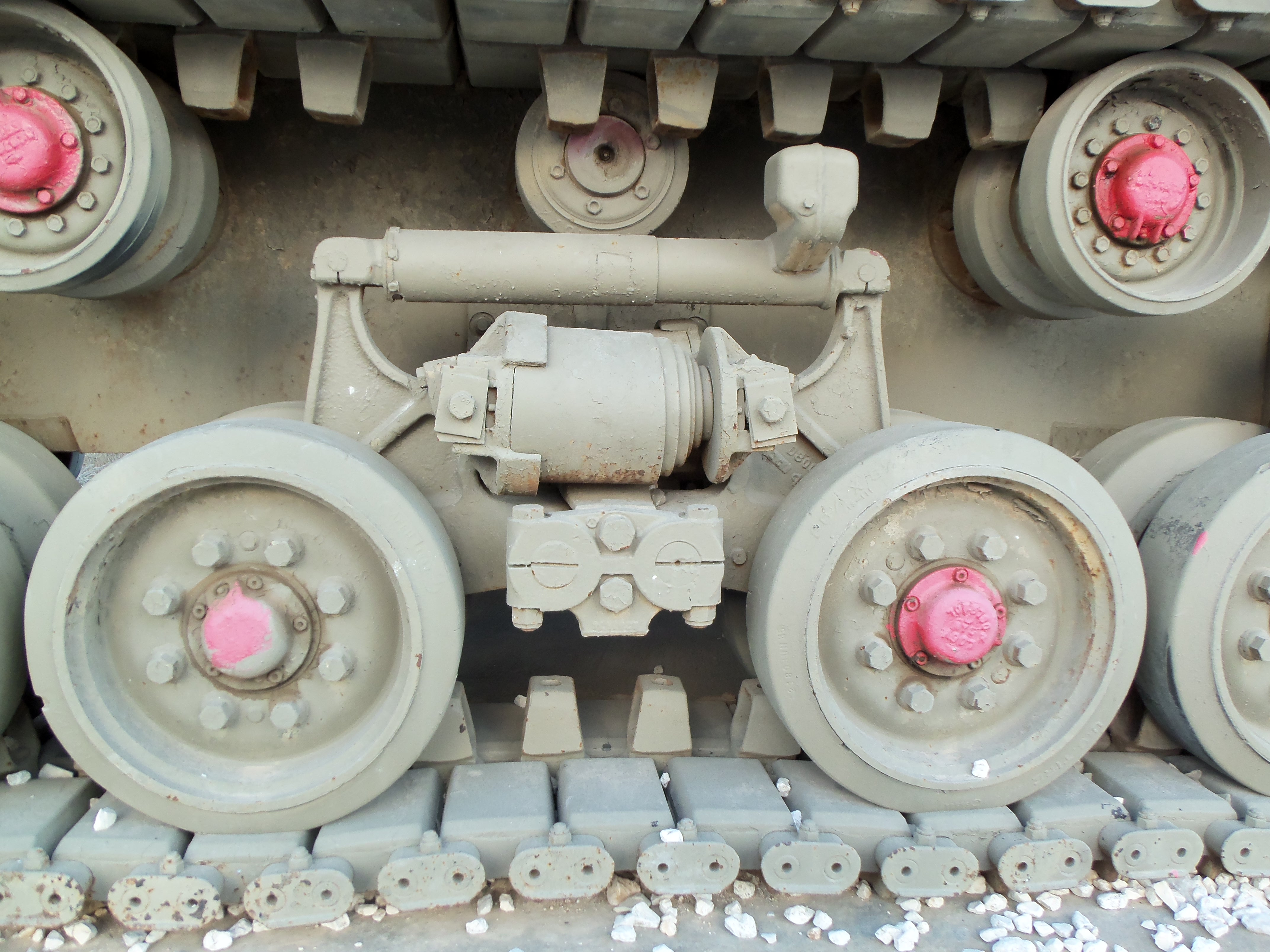
Zawieszenie typu HVSS.

Opancerzenie czołgów zależało od zmodyfikowanej wersji Shermanów. W przypadku wersji M4A1 (z małymi włazami), M4A2 i M4A3 przedni pancerz miał grubość 51 mm, a kąt nachylenia wynosił 56°. Niektóre wersje M4A1 oraz M4A3 z dużymi włazami miały grubszy 63-milimetrowy pancerz o nachyleniu 47°. Część czołgów posiadała dospawane jeszcze w trakcie II wojny światowej 25-milimetrowe płyty po bokach kadłuba. Przedni pancerz wieży miał grubość 76 mm, ale nowa ochrona działa oraz samo przednie przedłużenie dawały dodatkowe 70-milimetrowe zabezpieczenie . 
Major Leonid Gordon zaprojektował również wersję Degem Jud, która charakteryzowała się tym, iż sylwetka czołgu została obniżona o 30 cm. Zmiana ta wymusiła również poprawki wnętrza czołgu, aby zwiększyć komfort załogi. Jednak ten projekt nie został przyjęty przez armię . 
Wymianie uległo również zawieszenie. Dotychczasowe VVSS (Vertical Volute Spring Suspension) nie było satysfakcjonujące dla załóg. Zmieniono je na nowe — HVSS (Horizontal Volute Spring Suspension). Jednak dopiero w trakcie wojny sześciodniowej (1967) wszystkie czołgi posiadały nowe zawieszenie. W celu poprawy manewrowości i stabilności czołgu w M50 użyto 23-calowych gąsienic .
Dwa 303-litrowe, znajdujące się po obu stronach silnika, zbiorniki paliwa pozostały niezmienione. Modyfikacji uległ jedynie układ wydechowy .
Załoga czołgu składała się z pięciu osób .

### Jednostka napędowa
Czołgi otrzymane od Francji wyposażone były w silniki benzynowe Continental R-975 C4 o mocy 420 KM. W 1959 roku Izraelczycy podjęli decyzję, że silnik benzynowy jest zbyt słaby na dociążony nowym uzbrojeniem i wyposażeniem M50. W tym samym roku miały miejsce udane testy z użyciem silnika Diesla Cummins VT-8-460 o mocy 460 KM. Od 1960 roku rozpoczęto proces wymiany silników. Dwie odmienne jednostki napędowe stały się podstawą do rozróżnienia czołgów M50 na dwie wersje: z silnikiem benzynowym — Degem Alef (również Mark 1) oraz z silnikiem Diesla — Degem Bet (Mark 2)  .
Zastosowanie nowego silnika zwiększyło masę czołgu z 33,5 ton do 34 ton, ale także zwiększyło jego prędkość (42 km/h) i zasięg z 250 km do 300 km .
Izraelczycy podjęli również próbę umieszczenia w czołgu M50 silnika z radzieckiego czołgu T-34. Prototyp wszedł w fazę testów, ale z czasem został zarzucony .

## Użytkownicy

### Izrael

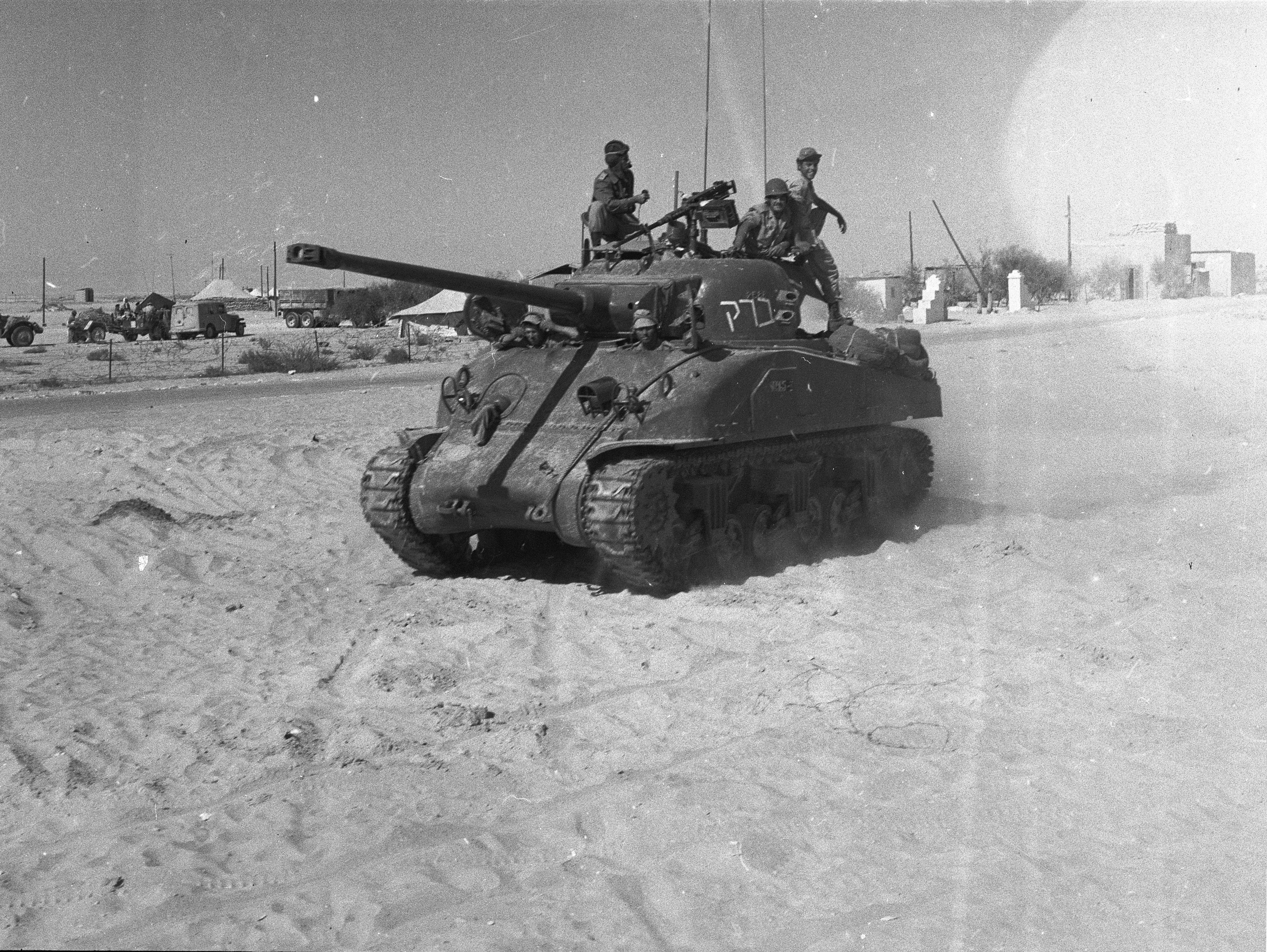
M50 pod Abu Uwajkilą (1956).

Giusti twierdzi, że pierwszą jednostką, która wyposażona została w Shermany M50 była 27. Brygada Pancerna . Zaloga natomiast podaje 37. Brygadę Zmechanizowaną. Pierwsze użycie bojowe miało miejsce podczas kryzysu sueskiego. Wyposażone w nie wówczas były 27. i 7. Brygada Pancerna oraz 37. Brygada Zmechanizowana. Czołgi te brały udział w walkach na terenie dzisiejszej Gazy i na Synaju wzdłuż wybrzeża Morza Śródziemnego, a także w rejonie Abu Uwajkili. Shermany M50 brały również udział w starciach na granicy izraelsko-syryjskiej .  
W trakcie wojny sześciodniowej czołgi te brały udział w walkach na wszystkich frontach, nie były jednak główną siłą uderzeniową armii. Ich miejsce zajęły Shermany M51 oraz czołgi sprawdzone z Wielkiej Brytanii i Stanów Zjednoczonych. W Jerozolimie używano ich w roli wsparcia, ale nie brały udziału w bezpośrednich walkach ulicznych ze względu na długość armaty. M50 brały także udział w walkach o Dżanin na Zachodnim Brzegu. Na froncie syryjskim Shermany te walczyły między innymi przeciwko syryjskim T-34-85 i PzKpfw IV . 
Po wojnie część Shermanów M50 została przeznaczona do przekształcenia ich w haubice samobieżne M-50 kalibru 155 mm . 

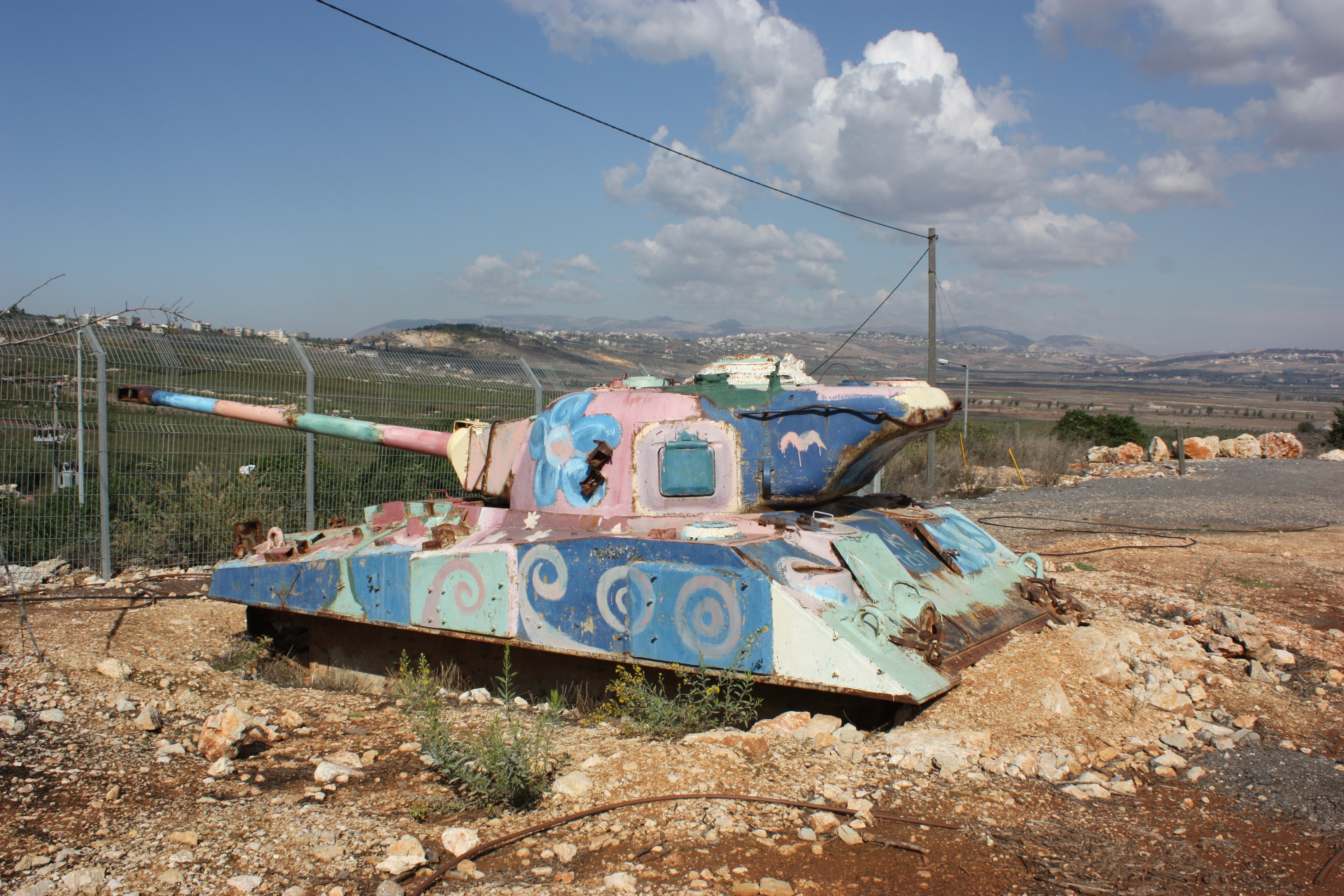
M50 jako stanowisko ogniowe w Metulli na granicy izraelsko-libańskiej.

W trakcie wojny Jom Kipur (1973) Shermany M50 Degem Bet nie stanowiły już realnej siły. Były w stanie nawiązać skuteczną walkę z pozostałymi w armii egipskiej czołgami T-34-85, czy z lekkimi czołgami pływającymi PT-76. Nie mogły jednak nawiązać skutecznej walki z czołgami T-54 i T-55 . 
Izraelczycy wykorzystywali również Shermany M50 jako punkty ogniowe w ramach umocnień budowanych na Wzgórzach Golan i Zachodnim Brzegu. Natomiast w latach 1974–1976 wycofywano czołgi M50 ze służby . 

### Armia Południowego Libanu i Siły Libańskie
Wraz z wybuchem wojny domowej w Libanie Izrael podjął działania mające na celu wsparcie Armii Południowego Libanu oraz formacji paramilitarnych związanych z maronitami. Wśród przekazanego im uzbrojenia znalazły się również czołgi M50 Sherman. Niektórym z nich usunięto wieże i używano jako transporterów opancerzonych lub wozów dowodzenia. Kiedy w 2000 roku rozwiązano Armię Południowego Libanu, to pozostałe w niej M50 zwrócono Izraelowi . 

### Chile

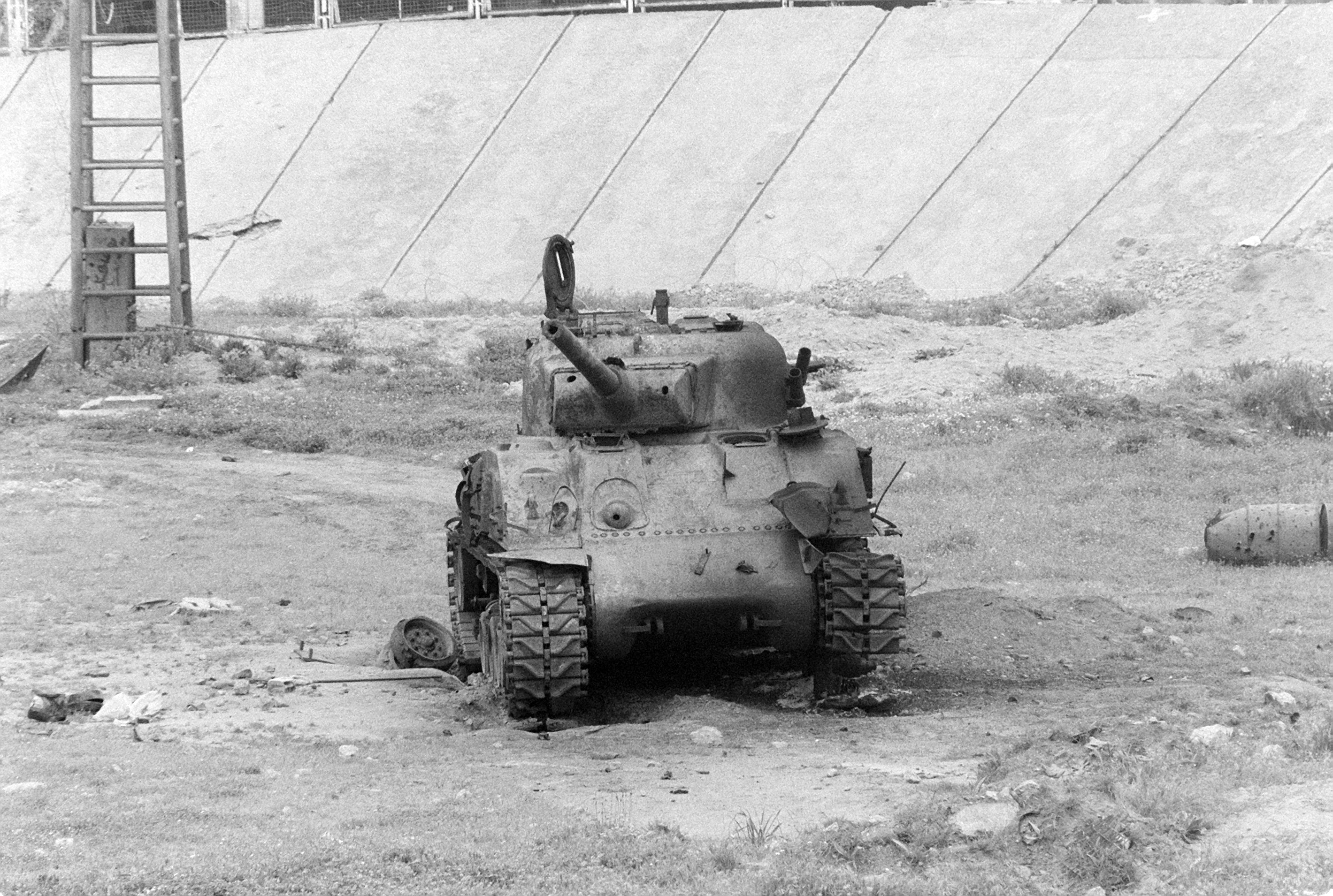
Zniszczony M50 na stadionie w Bejrucie.

W 1983 roku Chile zakupiło od Izraela 65 czołgów Sherman M50. Zostały one zmodernizowane przez Israeli Military Industry na prośbę chilijskiej armii. Dotychczasową armatę zastąpiono armatą HVMS (High Velocity Medium Support) kalibru 60 mm. Pojazdy te wycofano ze służby w 2006 roku .

### Organizacja Wyzwolenia Palestyny
W latach 80. OWP weszła w Bejrucie w posiadanie dwóch czołgów M50. Zostały one zniszczone przez Izraelczyków w trakcie operacji „Pokój dla Galilei” na Camille Chamoun Sports City Stadium .